# Fazenda Brook
Fazenda Brook, também chamada de Instituto Fazenda Brook Farm de Agricultura e Educação ou de Associação Fazenda Brook de Indústria e Educação, foi um experimento utópico de vida comunal inspirado no socialismo nos Estados Unidos, década de 1840. Foi fundada pelo então ministro unitário George Ripley e sua esposa Sophia Ripley na Fazenda Ellis em Roxbury do Oeste, Massachusetts  (9 milhas fora do centro de Boston) em 1841 e foi inspirada em parte pelos ideais do transcendentalismo, uma filosofia religiosa e cultural baseada na Nova Inglaterra e pelo socialismo. Fundada como uma empresa de capital aberto, ela prometia a seus participantes uma porção dos lucros da fazenda em troca da realização de igual parcela do trabalho. Os trabalhadores da Fazenda Brook acreditavam que, compartilhando a carga de trabalho, amplo tempo estaria disponível para atividades de lazer e buscas intelectuais.
A fazenda foi designada, em 15 de outubro de 1966, um local do Registro Nacional de Lugares Históricos bem como, em 23 de julho de 1965, um Marco Histórico Nacional.

## Início do declínio e dissolução
A Fazenda Brook começou a declinar rapidamente após sua reestruturação. Em outubro de 1844, Orestes Brownson visitou o local e sentiu que “a atmosfera do lugar é horrível”. Para economizar dinheiro, “reduções”, ou sacrifícios, foram instituídos, particularmente na mesa de jantar. Carne, café, chá e manteira não eram mais oferecidos, apesar de que houve concordância em haver uma mesa separada com carne em dezembro de 1844. Neste Dia de Ação de Graças, um vizinho doou um peru. Muitos trabalhadores da Fazenda Brook requereram exceções a essas regras, e logo houve acordo de que “membros da Associação que sentarem-se à mesa de carne deverão ser cobrados a mais por sua alimentação”. A vida na Fazenda Brook foi piorada por um surto de varíola em novembro de 1845; apesar de ninguém ter morrido, 26 fazendeiros foram infectados. Ripley tentou acabar com as dificuldades financeiras negociando com credores e acionistas, que concordaram em cancelar US$7 mil em débitos.